# Liptovská Kokava
Liptovská Kokava je obec na Slovensku, v okrese Liptovský Mikuláš v Žilinském kraji. Žije v ní 882 obyvatel. Obec se nachází ve východní části Liptovské kotliny. První písemná zmínka o vesnici pochází z roku 1469. Ve vsi stojí římskokatolický kostel svatého Šimona a Judy z roku 1830. V letech 1926–1929 byl v obci postaven evangelický kostel. V katastrálním území obce leží přírodní rezervace Machy.